# Enluminure de la Renaissance

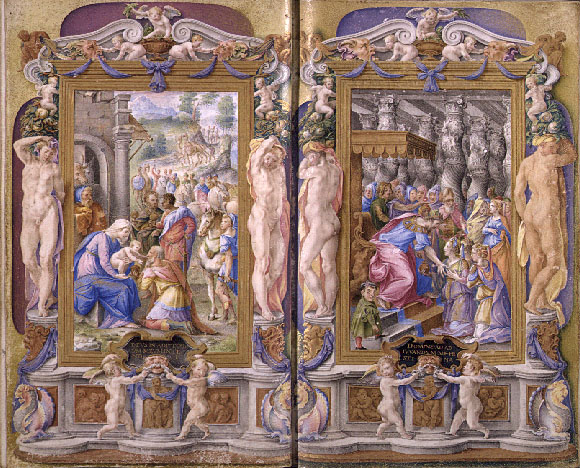
L'Adoration des mages. Double page du Livre d'heures du cardinal Farnèse, 1537-1546, Pierpont Morgan Library, M.69 (fols. 38v–39).

L'enluminure de la Renaissance désigne la production de manuscrits enluminés à la fin du XVe  et au  XVIe siècle en Europe occidentale, influencée par les techniques de représentation et les motifs de la peinture de la Renaissance. Avec l'invention de l'imprimerie, la peinture dans les livres ne disparait pas brutalement et persiste dans certains manuscrits de luxe, voire dans certains ouvrages imprimés. Les enlumineurs de l'époque utilisent les techniques de représentation en perspective ainsi que les thèmes iconographiques propres à la période. Cantonnée à des ouvrages de luxe, cette production diminue au cours de la seconde moitié du XVIe siècle avec la concurrence de plus en plus grande de la gravure.

## Caractéristiques

### Une écriture et des décorations nouvelles
Une nouvelle écriture est mise au point par les érudits humanistes au début du XVe siècle. Elle est inspirée des écritures des manuscrits romans des XIe et XIIe siècles eux-mêmes inspirés des textes carolingiens du IXe siècle. Le premier manuscrit rédigé de cette écriture est peut-être un manuscrit des œuvres de Catulle, de Poggio Bracciolini vers 1400-1402 à Florence (Biblioteca Marciana, Lat.XII, 80).
Au même moment, de nouvelles décorations de lettrines sont créées. Elles aussi inspirées des manuscrits carolingiens, elle est appelée « vigne blanche » (bianchi girari en italien). Ces lettrines sont elles aussi tirées de manuscrits italiens des XIe et XIIe siècles eux-mêmes inspirés des manuscrits carolingiens. Composées de rinceaux blancs, décorés de nœuds aplatis, de trilobes et de palmettes, elles sont placées généralement sur un fond de couleur rouge, bleu, jaune ou vert. On retrouve aussi ces lettrines pour la première fois dans le même manuscrit de Poggio Bracciolini. Ces décorations sont reprises par la suite pour décorer des bordures de pages, avec des putti, des portraits, des animaux ou d'autres plantes de plus en plus naturalistes. Ce type de décorations sont caractéristiques de l'enluminure de la Renaissance italienne du XVe siècle. Ce type de décoration finit elle-même par disparaître en Italie à la fin de ce même siècle.

### Sources d'inspiration

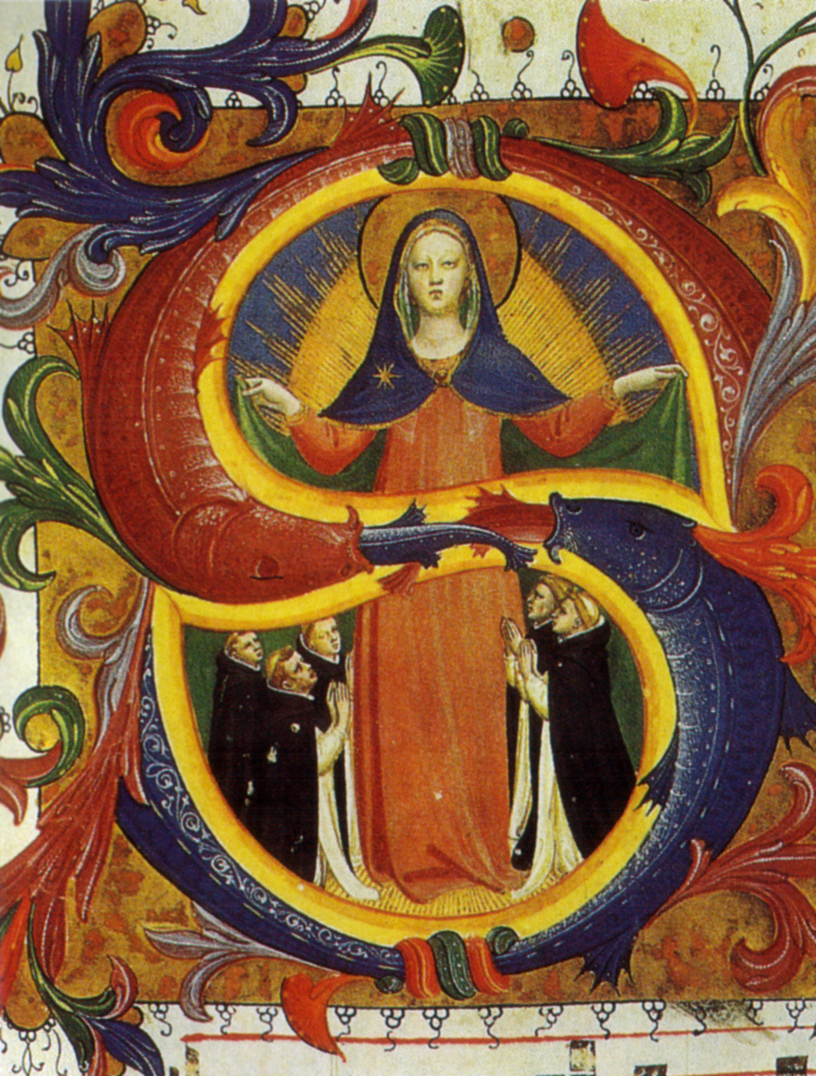
Lettrine du Missel 558 du couvent San Marco, attribué à l'atelier de Fra Angelico.

Au cours du XVe siècle en Italie, puis à la fin de ce même siècle et au début du suivant dans les autres pays, l'enluminure n'est plus un art novateur, mais suit les évolutions perceptibles dans les autres arts comme la peinture sur bois mais aussi la fresque et la sculpture. Comme chez ces derniers, elle adopte petit à petit des innovations comme l'usage de la perspective et du point de fuite mais aussi le souci du réalisme de l'anatomie humaine et particulièrement des nus. Enfin, l'influence de l'architecture se perçoit dans la réalisation de grands frontispices ou de décors de marges faits de colonnades et de frontons à l'antique. Alors que quelques artistes persistent dans le style du gothique international jusqu'à la fin de la leur vie tel Lorenzo Monaco, d'autres adoptes ces nouveautés aussi bien dans l'enluminure que dans les autres formes d'art qu'ils pratiquent en même temps. C'est le cas de Pisanello, Fra Angelico, Marco Zoppo, Giovanni di Paolo ou encore Girolamo da Cremona (Girolamo de'Corradi) . 

### Nouveaux supports et techniques
Avec le développement du dessin au cours du XVe siècle, les enluminures dessinées à la plume concurrencent peu à peu les miniatures peintes. Avec le développement de l'usage du papier, de plus en plus de manuscrits sont rédigés et décorés sur ce support, sans supplanter totalement le parchemin.

### Types d'ouvrage
La production se limitant de plus en plus à une clientèle de luxe, les ouvrages produits doivent se distinguer de la concurrence imprimée.
De nouveaux ouvrages sont tout d'abord décorés : l'humanisme de l'époque incite à une demande renouvelée de textes venus de l'Antiquité gréco-romaine . Une quantité considérable de manuscrits de Virgile, Suétone et Cicéron sont décorés. Des textes d'Homère ou d'Aristote en écriture grecque originale sont aussi recopiés et décorés.
Le livre d'heures, livre phare de la fin de la période gothique, continue d'être fabriqué mais imprimés sous des formes standardisées, le plus souvent à l'usage de Rome. Certains enlumineurs sont dans le même temps imprimeurs, tel que Jean Pichore, produisant en masse des ouvrages religieux imprimés tout en continuant à fournir une clientèle aristocratique de manuscrits luxueux. Certains collectionneurs commandent cependant toujours des manuscrits exceptionnels. Le Livre d'heures du cardinal Farnèse peint par Giulio Clovio en Italie entre 1537 et 1546, ou encore les Heures d'Anne de Montmorency (vers 1550) en France en sont les derniers témoins,. 
Plusieurs ouvrages de cette époque sont aussi composés entièrement d'illustrations, sans qu'on sache à quel usage précis ils étaient destinés le plus souvent. C'est le cas de l'Histoire d'amour sans paroles actuellement conservé au musée Condé.

## Les centres de production

### L'Italie
La diversité des centres artistiques de l'enluminure italienne de la Renaissance est à l'image de son émiettement politique. Alors qu'en Lombardie, la tradition de l'enluminure gothique perdure très longtemps, comme le fait le Maître des Vitae Imperatorum, c'est surtout à Padoue que le nouveau style apparaît et s'épanouit en premier. C'est là-bas qu'un groupe d'humanistes « archéologues » s'intéresse particulièrement aux anciens manuscrits, dès les années 1430. C'est là que l'on s'inspire des motifs de l'Antiquité pour créer de nouvelles décorations, que l'on teint de pourpre les parchemins et que l'on crée des frontispices en forme de monuments classiques. Parmi les artistes travaillant au renouvellement de cet art, se trouvent les calligraphes Felice Feliciano et Bartolomeo Sanvito, mais aussi Andrea Mantegna lui-même. 
Même si aucun manuscrit actuellement conservé n'est attribué à Mantegna lui-même, il a sans doute influencé plusieurs enlumineurs du reste de l'Italie. Il influence notamment les frères Leonardo et Giovanni Bellini ses beaux-frères à Venise, mais aussi Girolamo da Cremona qui a travaillé à Mantoue et à Sienne, où il décore plusieurs livres de chœur (corali) de la cathédrale, et enfin à Florence. D'autres centres de production sont enfin localisés à Ferrare, où la famille d'Este commande de nombreux ouvrages dont la Bible de Borso d'Este, et à Urbino, où Frédéric III de Montefeltro enrichit sa bibliothèque avec par exemple une bible ou encore un exemplaire de la Divine Comédie.

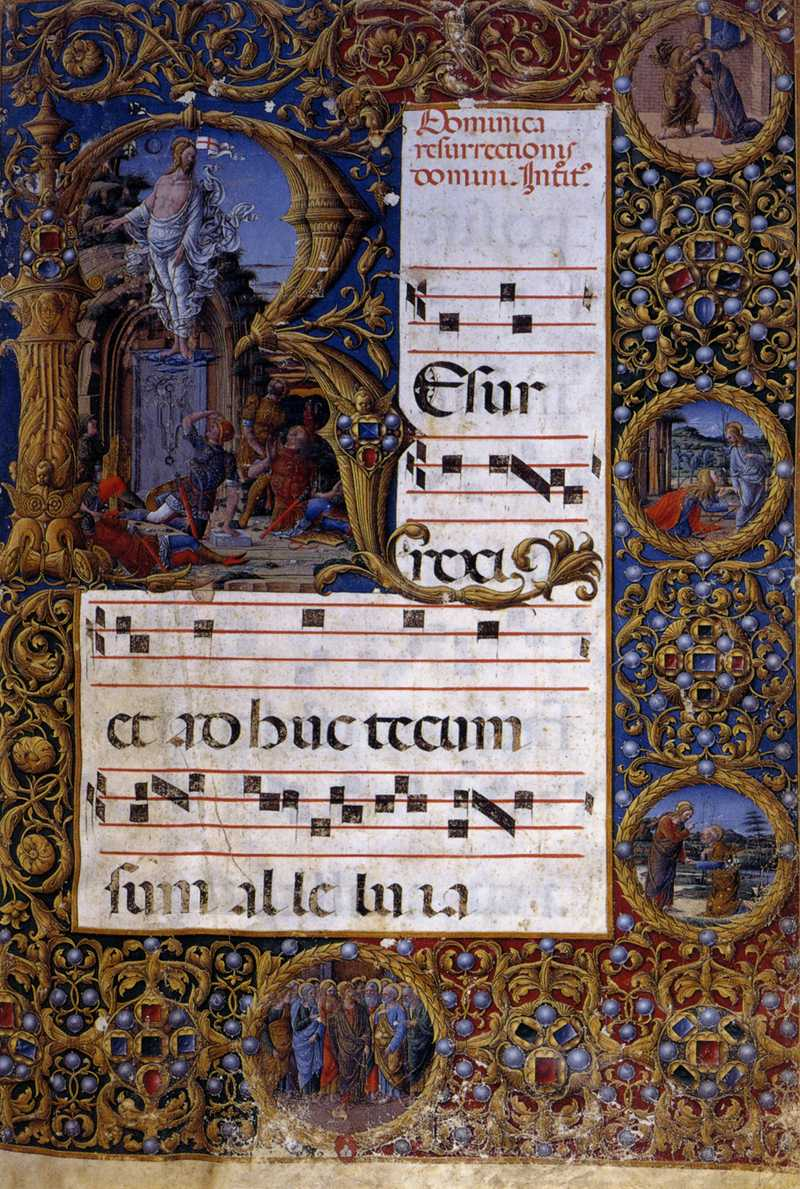
Corali de Girolamo de'Corradi, Sienne.
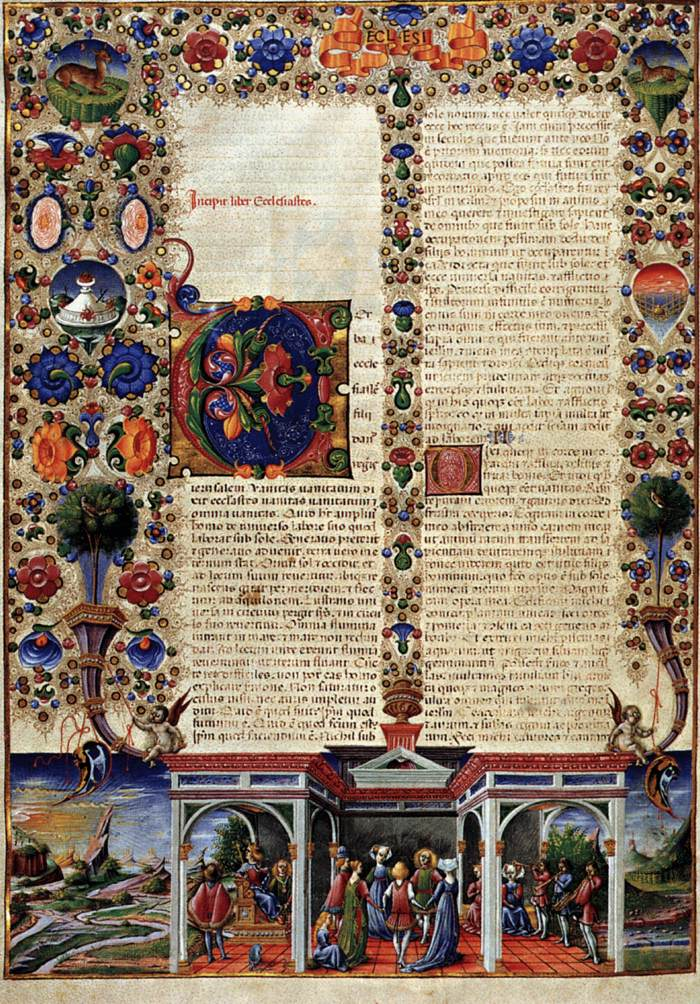
Bible de Borso d'Este, Ferrare.
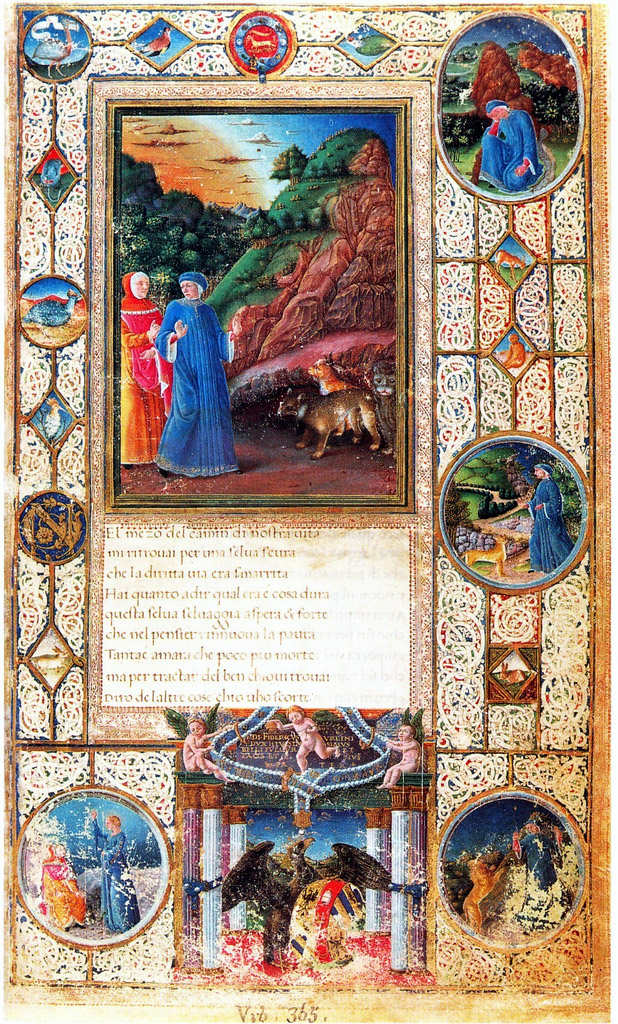
Le Dante de Frédéric de Montefeltro, Urbino.
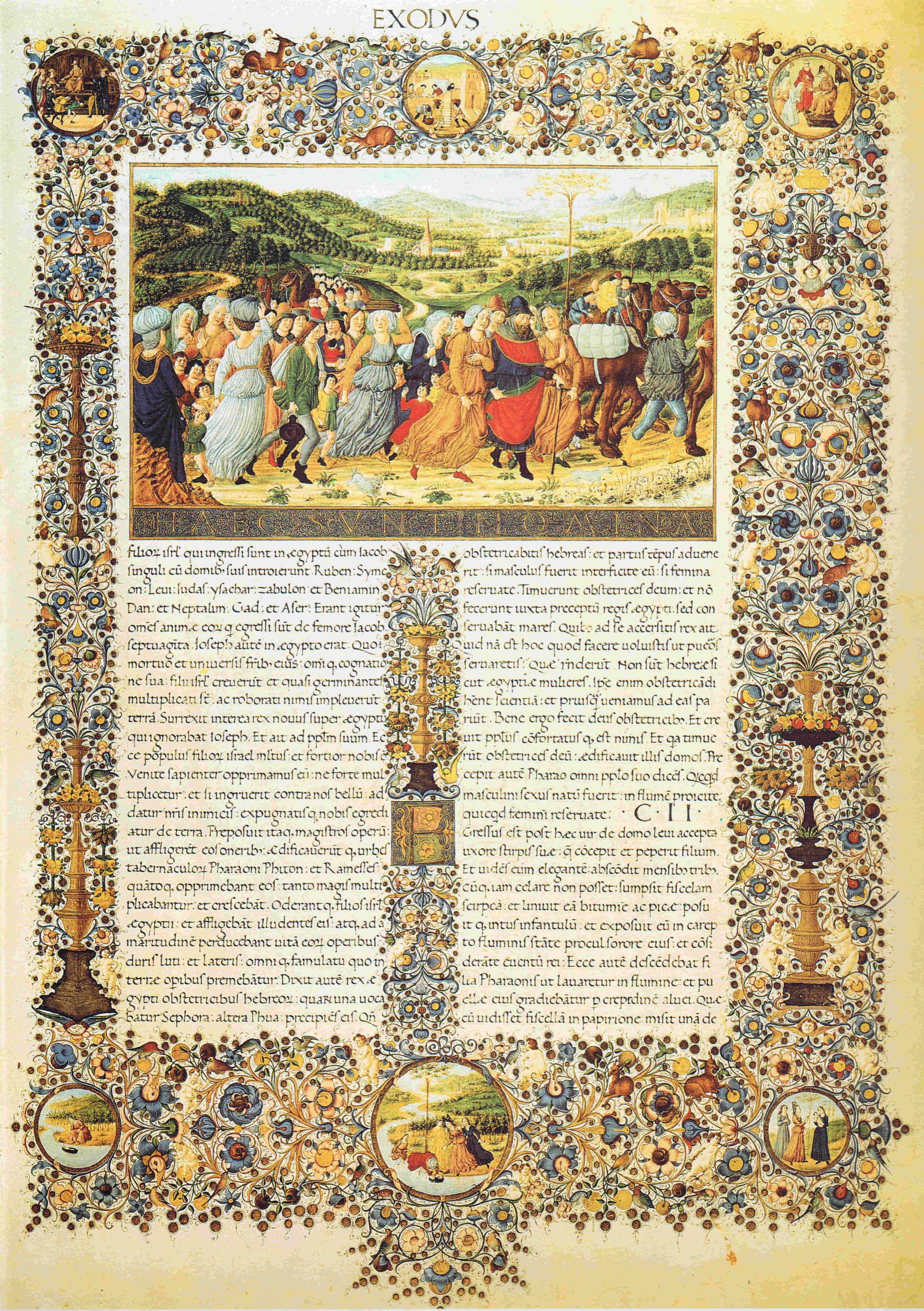
Bible de Frédéric de Montefeltro, Florence.

### Les Pays-Bas
Avec la disparition de la cour des duc de Bourgogne, les enlumineurs doivent changer de clientèle mais aussi de style. Tout comme en Italie, il s'attache à une représentation des personnages, des paysages mais aussi des décorations de marge beaucoup plus naturaliste, avec une flore illusionniste. Ils innovent aussi dans de nouveaux modes de représentations, sous la forme de diptyques, ou de triptyques, ainsi que dans l'art du portrait qui est importée de la peinture sur panneaux avec des représentations en pied ou à mi-corps Les enlumineurs flamands, installés majoritairement à Gand et Bruges, mais pas seulement, se spécialisent dans la réalisation d'ouvrages liturgiques personnels tels que les livres d'heures ou les bréviaires richement illustrés destinés à une clientèle aristocratique répartie dans toute l'Europe. Des commandes leurs parviennent des cours d'Espagne, du Portugal ou d'Italie.

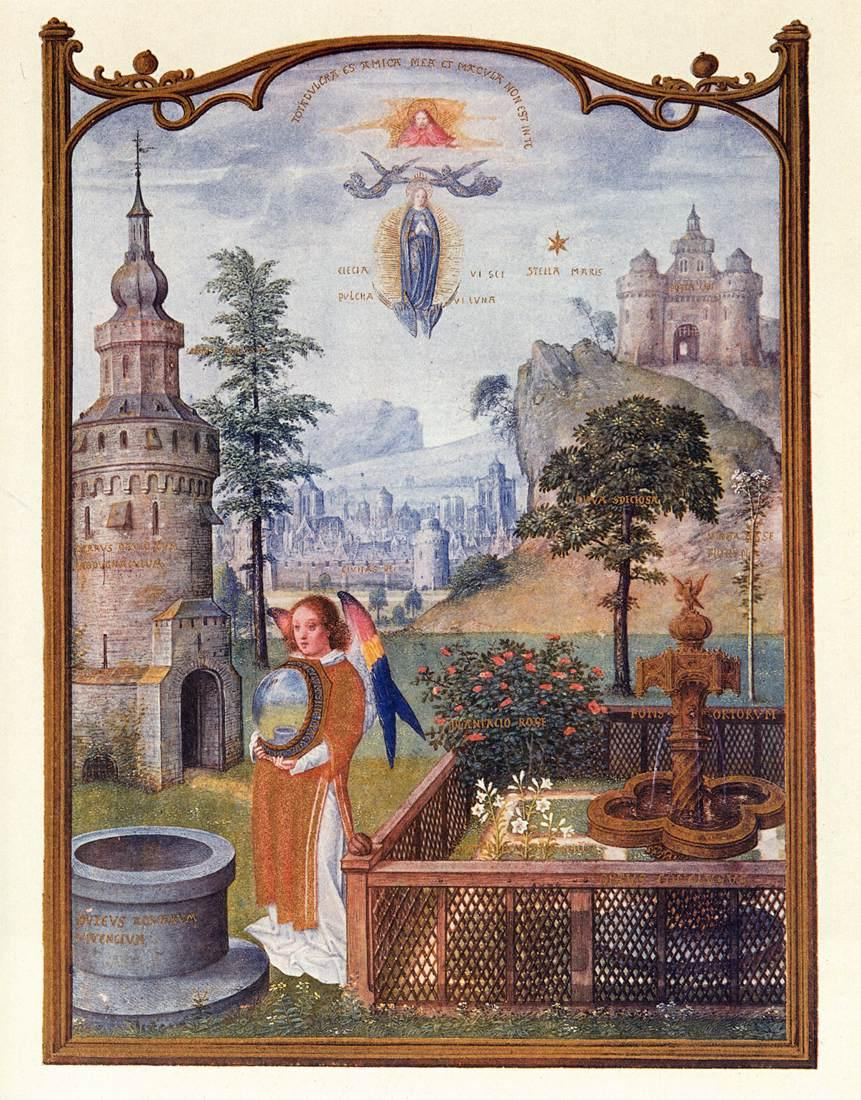
Miniature du Bréviaire Grimani attribuée à Simon Bening.
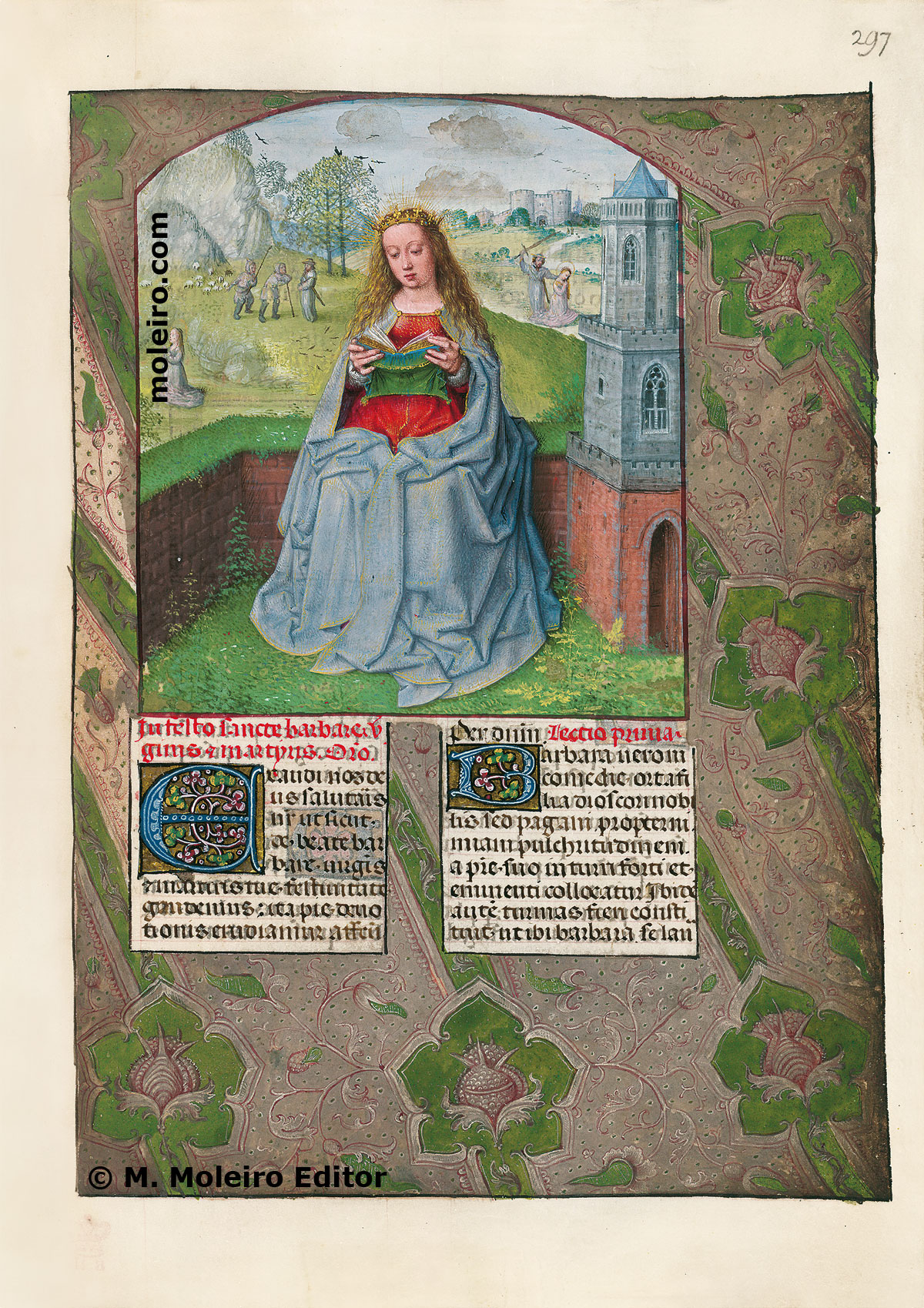
Miniature du Bréviaire d'Isabelle la Catholique attribuée à Gérard David.
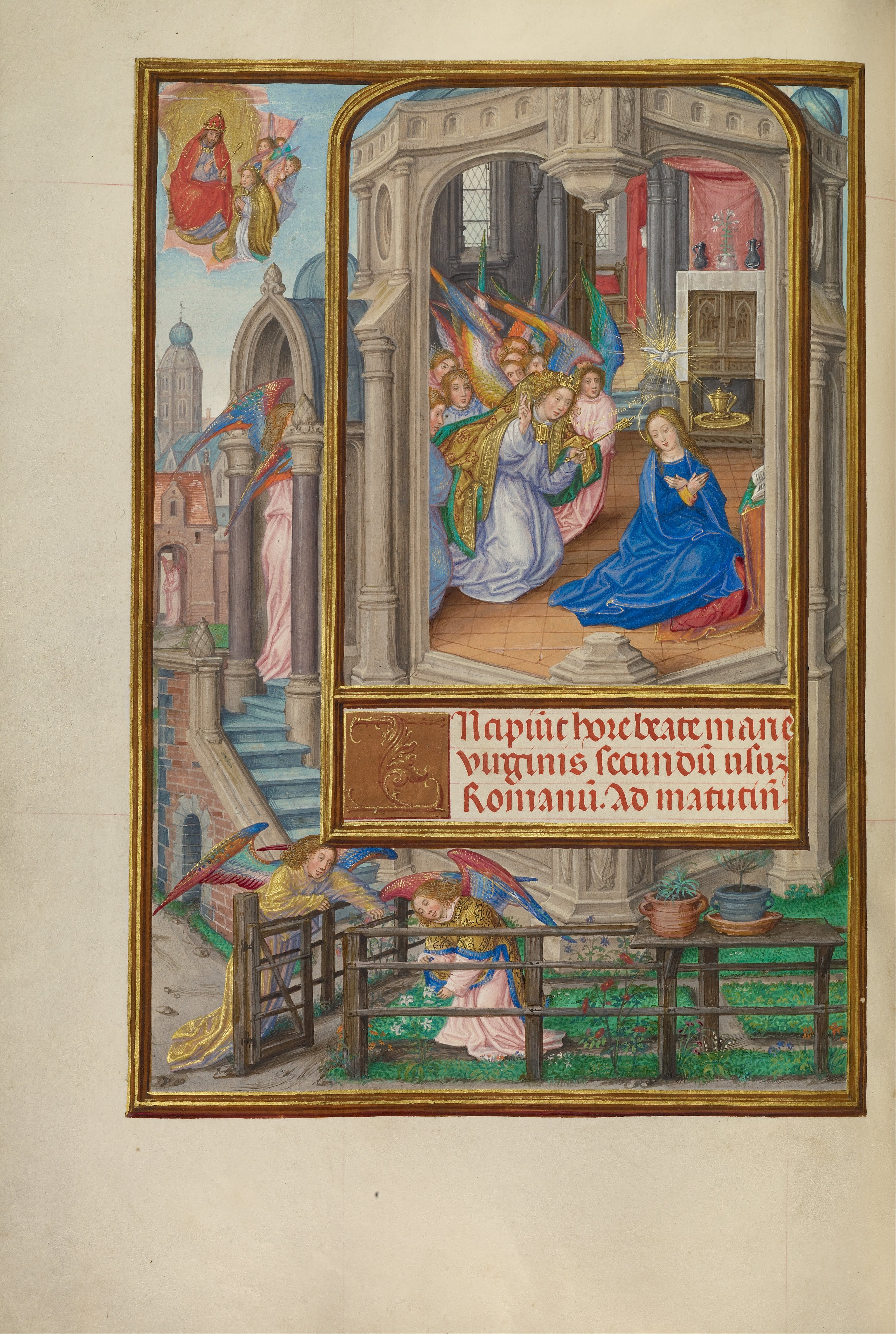
Miniature des Heures de Spinola attribuée à Gerard Horenbout.

### La France
Dès la première moitié du XVe siècle, les enlumineurs français se montrent sensibles aux influences des primitifs flamands, par le biais de dessins et de modèles, mais aussi par la venue d'artistes flamands, notamment à Paris comme André d'Ypres. Cette influence est marquée par une recherche d'un plus grand réalisme, à la fois dans l'usage de la perspective pour les paysages et dans la représentation des personnages. Il faut attendre la seconde moitié du siècle pour voir l'influence de la Renaissance italienne dans le royaume. Elle commence dans un premier temps de manière très ponctuelle, par quelques individus ayant eu l'occasion de faire le voyage en Italie, tels que Jean Fouquet, installé ensuite à Tours ou Barthélemy d'Eyck à la cour de René d'Anjou. D'autres peintres novateurs sont installés en Provence, tel qu'Enguerrand Quarton, qui collabore avec le maître de René d'Anjou. L'influence italienne se généralise avec la génération suivante : Jean Bourdichon et Jean Poyer à Tours, Jean Perréal à Lyon et Jean Hey à la cour de Bourbon. Ces peintres, à la fois enlumineurs et peintre de chevalet, adaptent tous aux miniatures les innovations de la peinture sur panneaux : sur une pleine page, ils représentent des personnages à mi-corps et reprennent des éléments d'architecture inspirés de l'Antiquité. Ils s'inspirent aussi de l'école ganto-brugeoise pour en reprendre les décorations florales.

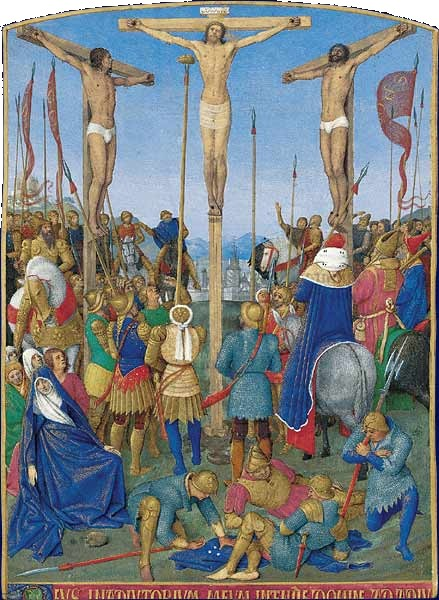
La crucifixion du Livre d'heures d'Étienne Chevalier, Jean Fouquet.
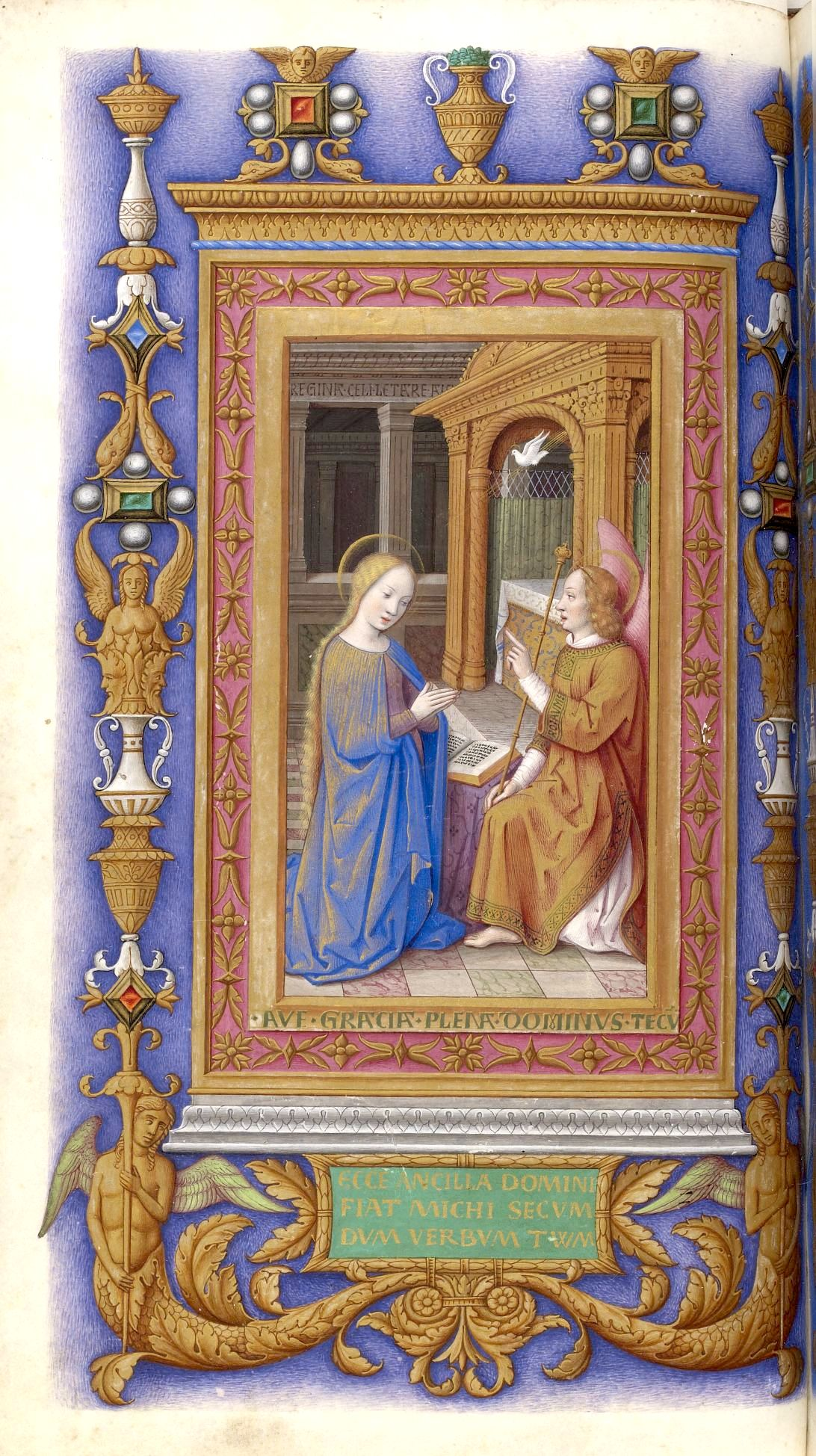
Annonciation des Heures de Frédéric d'Aragon, Jean Bourdichon.
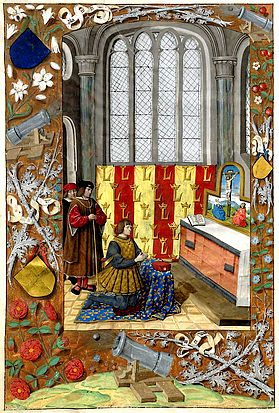
Louis XII en prière, Jean Perréal.
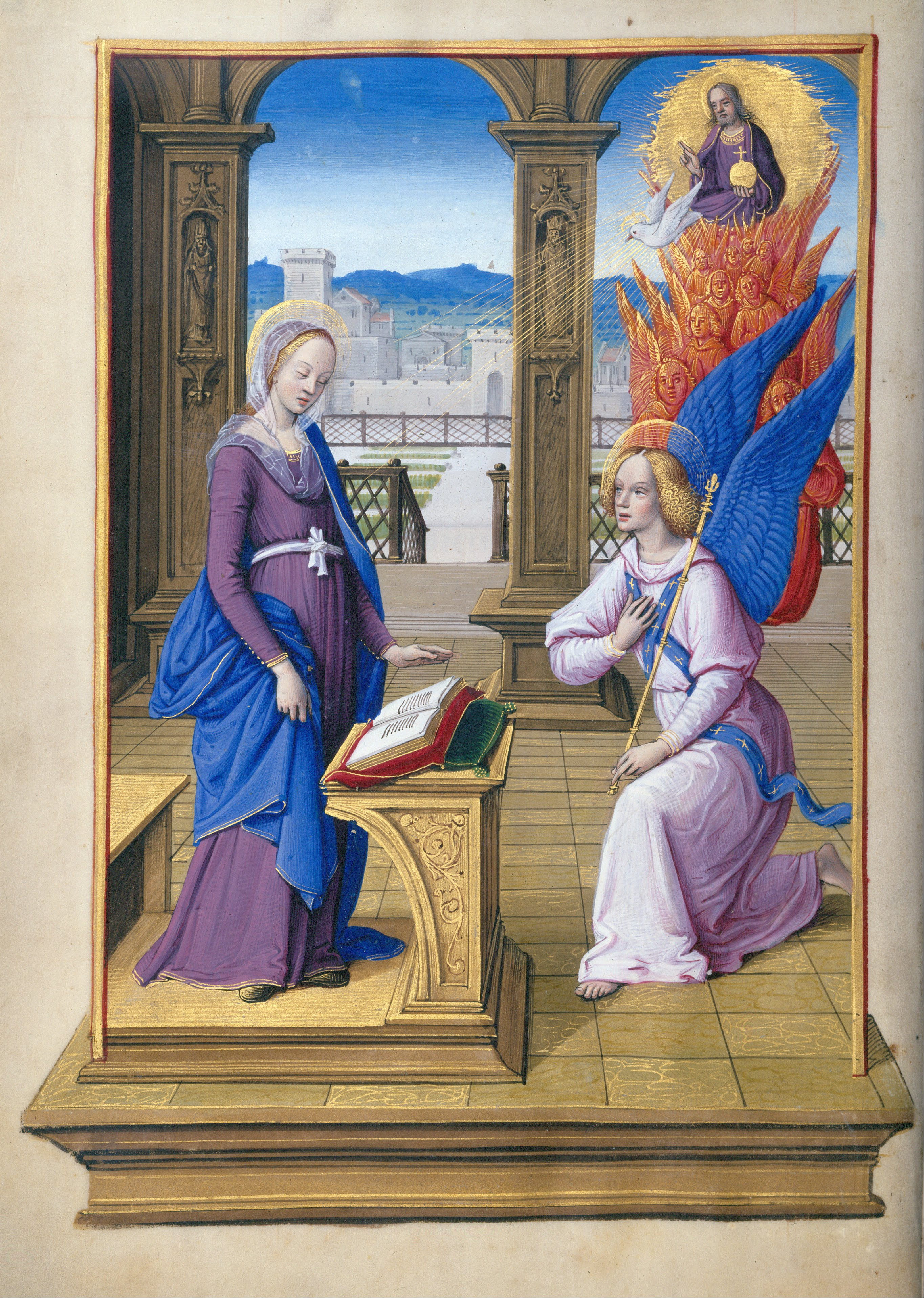
Annonciation des Heures d'Henri VIII de Jean Poyer.